# Bayerischer Verwaltungsgerichtshof

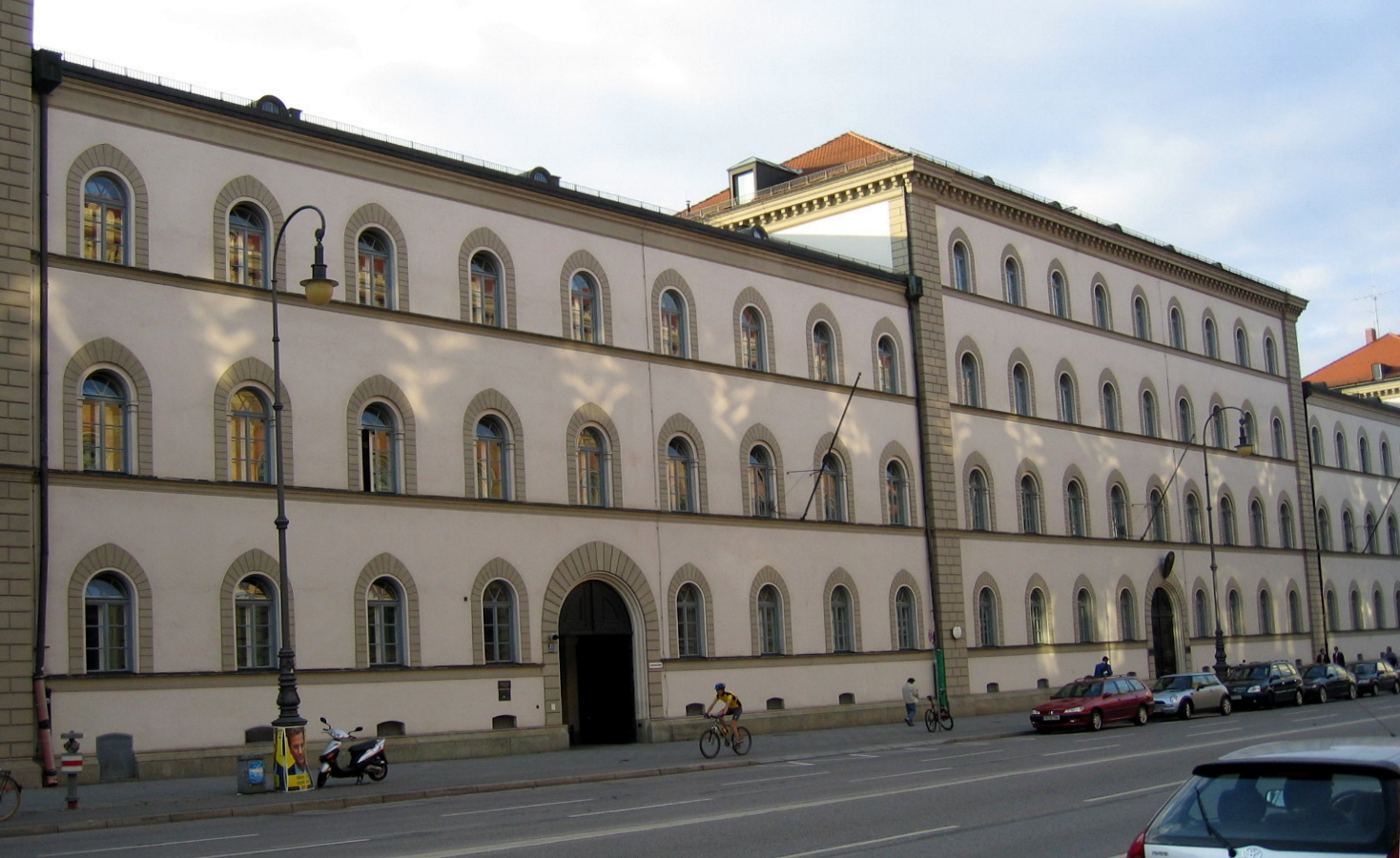
Gerichtsgebäude in der Münchener Ludwigstraße

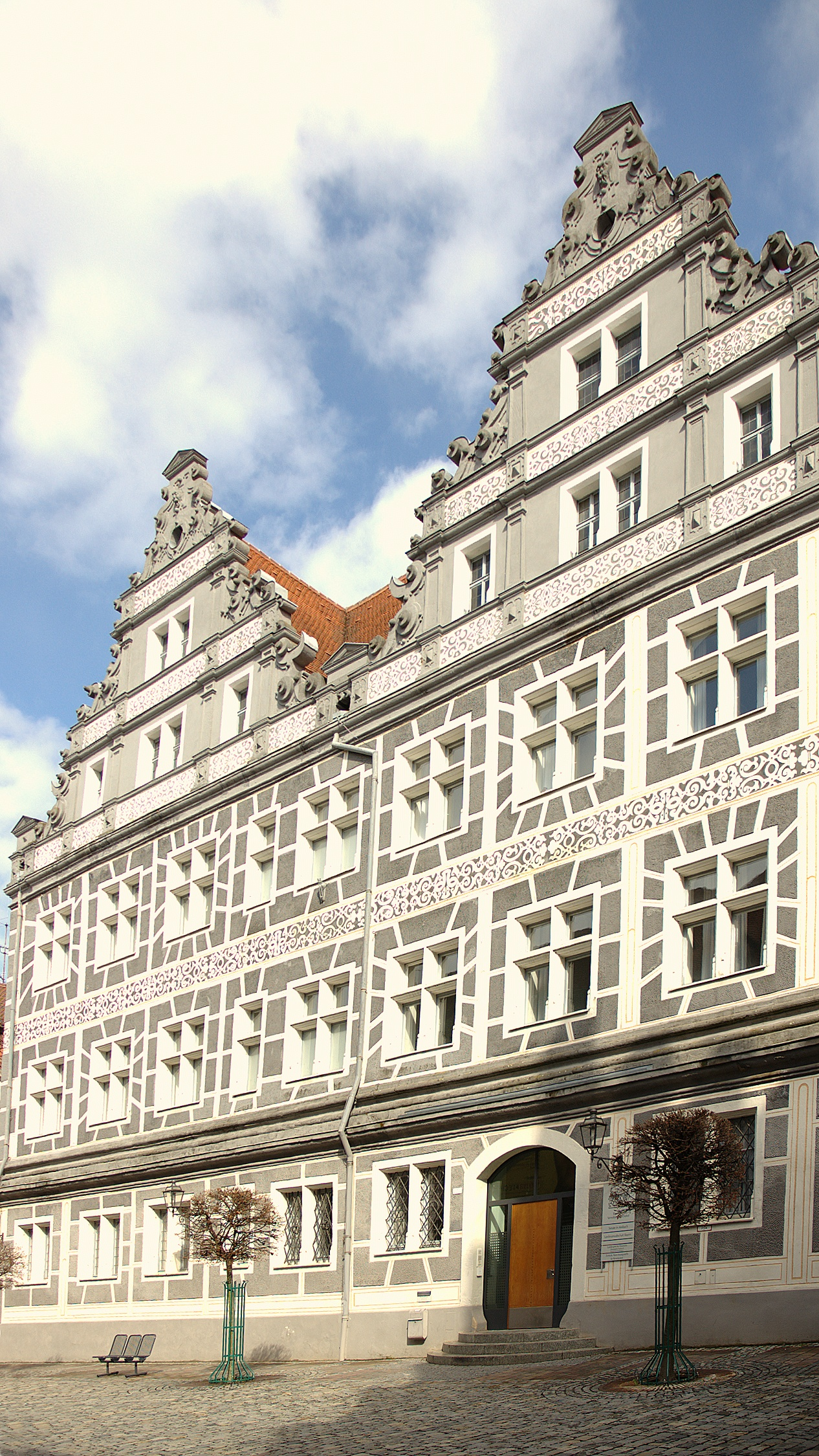
Außenstelle Ansbach des Bayerischen Verwaltungsgerichtshofs

Der Bayerische Verwaltungsgerichtshof (BayVGH) bildet die Spitze der Verwaltungsgerichtsbarkeit im Freistaat Bayern und hat seinen Hauptsitz in München mit einer Außenstelle in Ansbach. Gerichtsbezirk ist das gesamte Gebiet des Bundeslandes. Seit Februar 2020 steht mit Andrea Breit als Präsidentin erstmals eine Frau an der Spitze des Gerichts.

## VGH statt OVG
Anders als in den meisten Bundesländern heißt die verwaltungsgerichtliche Mittelinstanz in Bayern nicht Oberverwaltungsgericht (Abkürzung OVG). Vielmehr hat Bayern nach Art. 1 Abs. 1 S. 1 AGVwGO (BY) von der in § 184 VwGO vorgesehenen Möglichkeit Gebrauch gemacht, die historische Bezeichnung Verwaltungsgerichtshof (abgekürzt VGH) beizubehalten. Eine weitere Besonderheit ist, dass der Verwaltungsgerichtshof wie auch die Verwaltungsgerichte in Bayern dem Geschäftsbereich des Innenministeriums, und nicht, wie in den anderen Bundesländern, dem Justizressort zugeordnet ist (§ 3 AGVwGO).

## Besetzung und Organisation
Am Verwaltungsgerichtshof sind ungefähr 70 Richterinnen und Richter beschäftigt, die sich auf 24 Senate verteilen. Daneben gibt es einen Senat für Entscheidungen nach § 99 Abs. 2 VwGO und einen Senat für Entscheidungen nach § 198 GVG (Rechtsschutz bei überlangen Gerichtsverfahren). Auswärtige Senate in Ansbach sind der 9., 12., 19., 20., 21. und
24. Senat. Präsidentin des VGH ist seit 2020 Andrea Breit; neun Richter des Verwaltungsgerichtshofs sind zugleich Mitglieder des Bayerischen Verfassungsgerichtshofs.

## Instanzenzug
Der VGH ist dem Bundesverwaltungsgericht untergeordnet. Nachgeordnete Gerichte sind die Bayerischen Verwaltungsgerichte Ansbach (Mittelfranken), Augsburg (Schwaben), Bayreuth (Oberfranken), München (Oberbayern), Regensburg (Oberpfalz und Niederbayern) und Würzburg (Unterfranken).

## Geschichte
Der Bayerische Verwaltungsgerichtshof kann auf eine lange Geschichte zurückblicken.

### Vorgeschichte und Errichtung des Bayerischen Verwaltungsgerichtshofs
Bereits im Grundlagengesetz vom 4. Juni 1848 war die Trennung von Verwaltung und Gerichtsbarkeit auch auf der untersten staatlichen Stufe vorgesehen. Nachdem 1862 die Zivil- und Strafsachen bei den Landgerichten verblieben, übernahmen die neu gegründeten Bezirksämter die untere Staatsverwaltung. Gleichzeitig mit dem Gerichtsverfassungsgesetz des Deutschen Reiches wurde am 1. Oktober 1879 der Bayerische Verwaltungsgerichtshof ins Leben gerufen.

### Ursprüngliche Zuständigkeit und Befugnisse des Bayerischen Verwaltungsgerichtshofs
Auf der untersten Ebene wurde die Verwaltungsrechtspflege von Organen der Verwaltung ausgeübt, die jedoch sachlich unabhängig und weisungsfrei waren. Die Zuständigkeit des Bayerischen Verwaltungsgerichtshofs richtete sich nach einem umfangreichen Katalog. Bis zum Zweiten Weltkrieg war der Bayerische Verwaltungsgerichtshof die einzige von der Verwaltung institutionell getrennte Rechtsschutzinstanz für verwaltungsrechtliche Streitigkeiten in Bayern. Die Gesetze von 1878 und 1879 galten mit Änderungen bis nach Ende des Zweiten Weltkriegs. Erst das (bayerische) Gesetz Nr. 39 über die Verwaltungsgerichtsbarkeit vom 25. September 1946 hob beide Gesetze förmlich auf. Seitdem ist er aufgrund einer Generalklausel für eine Vielzahl von Verwaltungsrechtsstreitigkeiten zuständig.

### Die Entwicklung des Bayerischen Verwaltungsgerichtshofs bis zum Ende der Monarchie 1918
Das Gericht befasst sich in den ersten rund 40 Jahren seines Bestehens im Wesentlichen mit Fällen aus den Gebieten Verehelichung, Gewerberecht, Sozialversicherung und Armenhilfe, Staatsaufsicht sowie Gemeindebürger- und Heimatrecht. 
1913 zog der Bayerische Verwaltungsgerichtshof in das in den Jahren 1835 bis 1839 erbaute, sogenannte Damenstiftsgebäude in der Ludwigstraße 23, in dem er bis heute, also nunmehr seit über hundert Jahren seinen Sitz hat.

### Der Bayerische Verwaltungsgerichtshof während der Weimarer Republik 1919–1933
Mit Ende der Monarchie wurde das gesamte Recht umfassend reformiert. Dadurch erwuchsen dem Gericht in der Weimarer Republik neue Aufgaben, während andere beispielsweise durch die Reichsgesetzgebung entfielen. Zur Entlastung wurde in einer Reihe von Angelegenheiten die Anrufung der letzten Instanz ausgeschlossen. Tätigkeitsschwerpunkte waren in dieser Zeit das kommunale Selbstverwaltungsrecht sowie das Fürsorgerecht.

### Der Bayerische Verwaltungsgerichtshof während des Nationalsozialismus 1933–1945
In der Zeit des Nationalsozialismus wurden die gerichtlichen Tätigkeiten immer weiter eingeschränkt, bis sie schließlich am 10. November 1944 gänzlich zum Erliegen kamen. Am 8. Januar 1945 verbrannten nach einem Luftangriff auf München fast alle Akten und Geschäftsbücher. 

### Die Wiedererrichtung der Verwaltungsgerichtsbarkeit nach 1945
Ein Versuch, die Tätigkeit des Bayerischen Verwaltungsgerichtshofs bereits am 15. November 1945 wieder aufzunehmen, scheiterte am damaligen Richtermangel. Durch das bayerische Gesetz Nr. 39 wurde am 25. September 1946 in Bayern die Verwaltungsgerichtsbarkeit auf eine neue Grundlage gestellt. So wurden sechs erstinstanzliche Verwaltungsgerichte vorgeschaltet (s. Abschnitt Instanzenzug). Seit Dezember 1995 hat der Verwaltungsgerichtshof eine Außenstelle im mittelfränkischen Ansbach, in der sechs Senate tätig sind.
Am 13. Januar 2020 wurde mit Andrea Breit erstmals in der Geschichte des Gerichts eine Frau zur Präsidentin berufen.

## Die Leitung des Bayerischen Verwaltungsgerichtshofs
| Name                         | Lebensdaten | Amtszeit                               |
| ---------------------------- | ----------- | -------------------------------------- |
| Gottfried von Feder          | 1806–1892   | 1. Oktober 1879 bis 12. Oktober 1888   |
| Lorenz von Braunwart         | 1826–1904   | 13. Oktober 1888 bis 30. Juni 1896     |
| Gustav von Kahr (der Ältere) | 1833–1905   | 1. Juli 1896 bis 31. Oktober 1905      |
| Max von Müller               | 1841–1906   | 1. November 1905 bis 14. April 1906    |
| Wilhelm von Lermann          | 1846–1917   | 1. Juni 1906 bis 30. September 1912    |
| Carl Johann von Krazeisen    | 1851–1924   | 1. Oktober 1912 bis 31. Dezember 1918  |
| Ludwig von Knözinger         | 1862–1943   | 1. Januar 1919 bis 15. Oktober 1924    |
| Gustav von Kahr              | 1862–1934   | 16. Oktober 1924 bis 31. Dezember 1930 |
| Hans Schmelzle               | 1874–1955   | 1. Januar 1931 bis 30. April 1939      |
| Ottmar Kollmann              | 1886–1969   | 1. September 1950 bis 31. Mai 1954     |
| Jakob Kratzer                | 1892–1974   | 1. Juli 1954 bis 30. November 1957     |
| Hermann Feneberg             | 1903–1977   | 1. Februar 1958 bis 31. August 1968    |
| Erich Eyermann               | 1906–1998   | 1. September 1968 bis 30. Juni 1974    |
| Johann Schmidt               | 1922–2010   | 1. Juli 1974 bis 31. März 1987         |
| Klaus Werner Lotz            | 1930–2022   | 16. April 1987 bis 31. Mai 1995        |
| Johann Wittmann              | * 1937      | 1. Juni 1995 bis 31. Juli 2002         |
| Rolf Hüffer                  | * 1945      | 1. August 2002 bis 30. September 2010  |
| Stephan Kersten              | * 1954      | 1. Oktober 2010 bis 31. Januar 2020    |
| Andrea Breit                 | * 1963      | seit 1. Februar 2020                   |